# Eppe-Sauvage
 Eppe-Sauvage là một xã ở tỉnh Nord trong vùng Hauts-de-France, Pháp.